# Кундряк
Кундря́к (баш. Күндерәк) — река в России, протекает по Стерлибашевскому району Башкортостана. Длина реки составляет 63 км, площадь водосборного бассейна 678 км².
Начинается в липовом лесу к западу от села Булаж. От истока течёт на восток до села Мухаметдаминово, затем поворачивает на юг. Протекает через Халикеево, Сары-Елгу, Амирово, после чего отклоняется к востоку. Затем течёт мимо Карагуша и Кабакуша, после чего поворачивает на восток. После Караяра направляется на северо-восток, протекает через Верхнешакарово, Нижнешакарово, Сарайсино,Елимбетово и Уметбаево (Калмак). Устье реки находится в 53 км по левому берегу реки Ашкадар.
Ширина реки в среднем течении (у Кабакуша) — 13 метров, глубина — 1,3 метра.

## Притоки
Объекты перечислены по порядку от устья к истоку.
- Кармалы[2] (лв)
- Кулузяк[6] (пр)
- 24 км: Сухой Кундряк[6] (лв)
- Ираткул[6] (пр)
- Кулай[6] (пр)
- Салтар[6] (пр)
- Карамала[6] (пр)
- 41 км: Булякай[6] (пр)
- 46 км: Алыштан[6] (пр)
- Кайдала[6] (пр)
- Тавлей-Чокыры[5] (пр)
- Сухой[5] (пр)
- Кундрякбаш[5] (лв)
- Покосный[5] (пр)

## Данные водного реестра
По данным государственного водного реестра России относится к Камскому бассейновому округу, водохозяйственный участок реки — Белая от города Салавата до города Стерлитамака, речной подбассейн реки — Белая. Речной бассейн реки — Кама.
Код объекта в государственном водном реестре — 10010200512111100018243.